# Landschaftsschutzgebiet Talzug des Mühlenbaches und Orlebaches
Das Landschaftsschutzgebiet Talzug des Mühlenbaches und Orlebaches mit 176,7 ha Flächengröße liegt im Märkischen Kreis auf dem Gebiet der Stadt Balve. Es wurde 1989 erstmals durch den Kreistag des Märkischen Kreises mit dem Landschaftsplan Balve – Mittleres Hönnetal als Landschaftsschutzgebiet (LSG) vom Typ B (Besonderer Landschaftsschutz) mit dem Namen Landschaftsschutzgebiet Talzug des Mühlenbaches und des Orlebaches zwischen Melscheder Mühle und Langenholthausen ausgewiesen. 2015 erfolgte mit dem  2. Änderung Landschaftsplan Nr. 2 Balve-Mitteleres-Hönnetal eine erneute Ausweisung. Das LSG befindet sich nordöstlich Langenholthausen bzw. südlich, östlich und nördlich von Mellen. Das LSG geht bis an die Siedlungsränder.

## Beschreibung
Das LSG umfasst Grünlandflächen am Mühlenbach und am Orlebach.

## Schutzzweck
Die Ausweisung erfolgte zur Erhaltung, Entwicklung oder Wiederherstellung der Leistungs- und Funktionsfähigkeit des Naturhaushalts oder der Regenerationsfähigkeit und nachhaltigen Nutzungsfähigkeit der Naturgüter, einschließlich des Schutzes von Lebensstätten und Lebensräumen. Ferner wegen der Vielfalt, Eigenart oder Schönheit oder der besonderen kulturhistorischen Bedeutung der Landschaft und wegen ihrer besonderen Bedeutung für die Erholung.

## Rechtliche Vorschriften
Im LSG ist unter anderem das Errichten von Bauten verboten. Vom Verbot ausgenommen sind die Errichtung von Melkständen und offenen Schutzhütten für das Weidevieh und die Errichtung von ortsüblichen Weide- und Forstkulturzäunen sowie ortsüblichen Grundstückseinfriedungen. Die Neuanlage von Weihnachtsbaumkulturen, Schmuckreisig- und Baumschulkulturen und die Neuaufforstung ist verboten und unterliegt einer behördlichen Genehmigung der Unteren Naturschutzbehörde.